# النقل في مصر

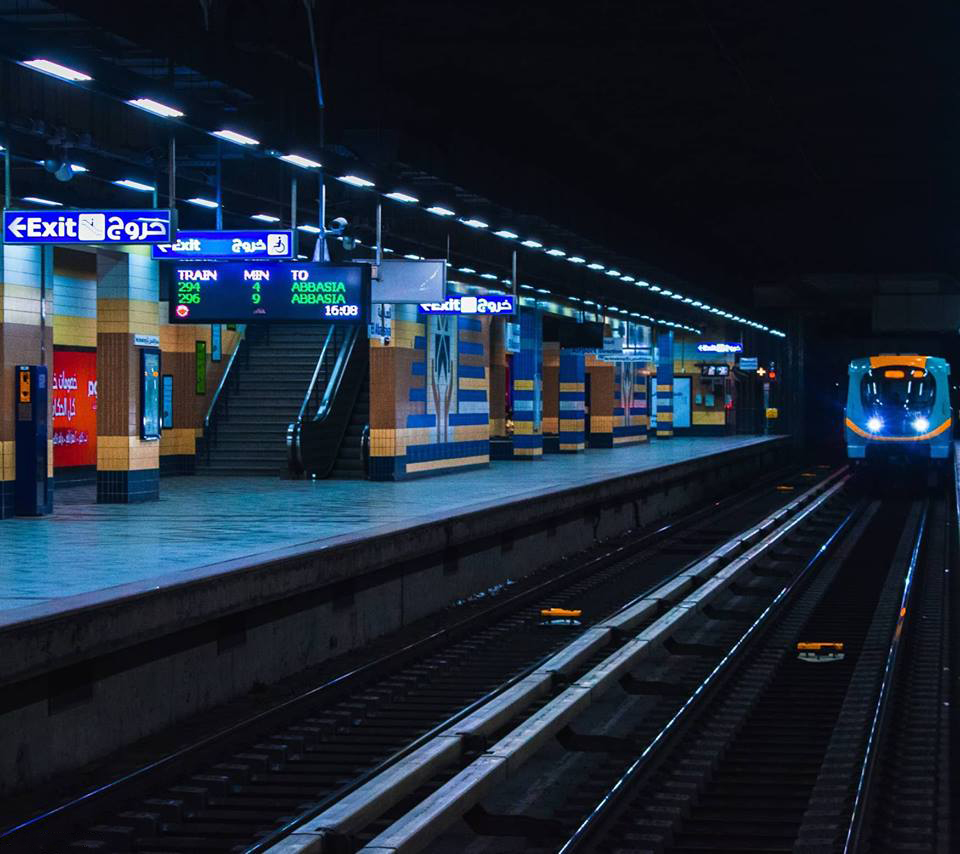
أحد قطارات الخط الثالث في مترو أنفاق القاهرة

يتركز النقل في مصر في القاهرة ويتبع إلى حد كبير نمط التسوية على طول نهر النيل. الخط الرئيسي للنظام السكك الحديدية في البلاد يتبع على طول النهر الكبير وتشغلها القومية لسكك حديد مصر. وقد توسعت شبكة الطرق سيئة الصيانة بسرعة إلى أكثر من 22,000 كيلومتر، وتغطي وادي النيل ودلتا النيل والبحر المتوسط وسواحل البحر الأحمر، وسيناء والواحات الغربية.
بالإضافة إلى طرق في الخارج، ويوفر مصر للطيران موثوقة الخدمات الجوية المحلية إلى وجهات سياحية رئيسية من مركز القاهرة لها. نظام نهر النيل (حوالي 1,600 كم أو 1,000 ميل) والقنوات الرئيسية (1,600 كم) مهمة محليا للنقل.
قناة السويس هي ممر مائي رئيسي من التجارة والملاحة الدولية، التي تربط بين البحر الأبيض المتوسط والبحر الأحمر. وزارة النقل، جنبا إلى جنب مع الهيئات الحكومية الأخرى المسؤولة عن النقل في مصر. الموانئ الرئيسية هي الإسكندرية وبورسعيد ودمياط على البحر المتوسط والسويس وسفاجا على البحر الأحمر.
مصر لديها واحد من أعلى نسبة من وفيات حوادث الطرق في ميل مدفوعة في العالم. وهناك عدد قليل، إن وجدت علامات الطريق. معظم إشارات المرور في القاهرة يبدو لا تعمل، ولكن يتم تزويده بالموظفين بدلا التقاطعات بواسطة رجال الشرطة الذين استخدام حركات الاصابع الخفية للإشارة إلى السيارات التي قد تحرك يتم تجاهل قواعد المرور بشكل روتيني من قبل السائقين الصبر: المركبات السفر بمعدلات عالية من السرعة أو بطريقة خاطئة على الشوارع ذات الاتجاه الواحد المشاة دودج باستمرار داخل وخارج. حركة المرور، والحيوانات عادة على الطرق. يمكن أن أمطار الشتاء النادرة يسبب أسطح الطرق الزلقة جدا أو فيضانات محلية.
الطرق بين المدن عادة ما تكون في حالة جيدة، ولكن لا تحمل علامات الأسطح والحيوانات الضالة، وسيارات المعوقين دون أضواء أو عواكس هي من بين العديد من المخاطر التي يمكن أن يواجهها على الطرق السريعة، وخاصة بعد حلول الظلام.
بعض الطرق، وخاصة في سيناء والجزء الجنوبي الشرقي من البلاد، هي ممنوعة على الأجانب.
وهناك شكل شعبية من النقل عن طريق القوارب. رغم أن مصر سعت وتطوير شبكة الطرق بها، لا يزال الناس يسافرون على النيل للوصول من مكان إلى آخر.

## تاريخ
امتازت مصر منذ القِدم باهتمام أهلها بالنقل ووسائله؛ نظراً لموقع مصر الرابط بين بين قارات العالم القديم؛ ووقعها على بحرين المتوسط والأحمر ومرور نهر النيل وفروعه في الوسط. ذلك جعلهم من أسبق شعوب العالم معرفة بالملاحة، كذلك مصر تعد من أوائل دول العالم استخداماً للسكك الحديدية والطيران.

## النقل البري
كان النقل البري في مصر القديمة قاصراً على جسور النيل وفروعه وقنواته وعلى جسور الحياض التي تمتد في واديه ودلتاه، خاصةً أن معظم مراكز العمران كانت تقع على جوانب هذه المجاري المائية. كذلك كان يشتمل النقل البري بعض الطرق الصحراوية التي مهدت الوصول إلى الواحات في الصحراء الغربية المصرية وإلى المنجم والمحاجر والموانئ على سواحل البحر الأحمر وسيناء. وفي عصر البطالمة، اتجهت عنايتهم نحو إصلاح وتأمين الطرق، غير أن هذه العناية هبطت في العصر الروماني والبيزنطي واقتصر اهتمامهم على الطرق الصحراوية المؤدية إلى موانئ البحر الأحمر وواحات الصحراء الغربية. وفي العصر الإسلامي عاد الاهتمام بالطرق في الوادي والدلتا والجهات الصحراوية، خاصةً الطرق التجارية كالطريق الواصل بين الفسطاط والقلزم والطريق بين قوص وعيذاب. غير أن الاهتمام قل في أواخر عصر المماليك بسبب نقص مرور التجارة عبر الأراضي المصرية لكثرة المكوس واكتشاف طريق رأس الرجاء الصالح. وفي عصر العثمانيين بقي الحال على ما هو عليه حتى عصر محمد علي باشا، فقد اهتم بالطرق وتمهيدها ورصفها بالحجارة، مثل الطريق بين القاهرة والسويس الذي أقام عليه الاستراحات. وقد فكر محمد علي في إنشاء خط سكك حديدية بين القاهرة والسويس عوضاً عن إنشاء قناة مائية تربط النيل بخليج السويس، ولكن من أقام هذا المشروع عباس الأول ولكن بدأ ربط القاهرة بالإسكندرية وبدأ تشغيله في أول سبتمبر 1851 بين كفر الزيات والإسكندرية؛ وبذلك أصبحت مصر ثاني بلاد العالم في تشغيل السكك الحديدية بعد بريطانيا، ثم اُستكمل حتى القاهرة واشتغل بكامل طاقته عام 1856. ومد سعيد باشا عدد من الخطوط إلى مدن أخرى مثل السويس وطنطا والمحلة الكبرى ودسوق حتى بلغت أطوالها في أواخر عهده 490 كم، وفي أواخر عهد الخديوي إسماعيل بلغت أطوالها 1,881 كم. وبحسب إحصاء عام 2012؛ فإن مصر تمتلك 28 خطاً حديدياً وصل طولها إلى نحو 9,435 كم عبر 796 محطة ركاب و1,800 قطار عامل يتحرك ذهاباً وإياباً على طول 135 ألف كيلومتر، بما أدى إلى تزايد مساهمة شبكة السكك الحديدية أولاً في نقل الركاب لتصل إلى نحو 54,400 مليون راكب/كم، وثانياً في نقل البضائع لتصل إلى حوالي 43,000 مليون طن/كم. كذلك أنشأت الحكومة أول قطار أنفاق يربط القاهرة بمدن وضواحي إقليم القاهرة الكبرى والذي بدأ تشغيله بشكل جزئي عام 1981  وبشكل كلي عام 1987؛ ويضم في ثلاثة خطوط ومخطط أن يضم 6 خطوط، وذلك بديلاُ عن القطارات الكهربائية التي أنشئت في القرن التاسع عشر والموجود مثلها في الإسكندرية، والمخطط كذلك إنشاء مشروع قطارات للأنفاق بها  مع مدن أخرى مثل قليوب  والمنصورة  والعاشر من رمضان وبلبيس  والشيخ زايد والسادس من أكتوبر ومدينة السادات والأسكندرية وطنطا وأسيوط.
وقد بدأت الحكومة المصرية منذ عام 1888 في تحويل الطرق الترابية إلى طرق زراعية ممهدة، وأنشأت عدد من الطرق المحلية في كل مديرية ومحافظة. وفي عام 1890 صدر قانون يفرض ضريبة على الأهالي الذين ينتفعون من تلك الطرق ومن ثّم الاستفادة من هذه الضريبة لتمهيد وإنشاء طرق جديدة. وبحسب إحصاءات عام 1910؛ فقد بلغت أطوال الطرق 2813,6 كم؛ لكنها لم تكن صالحة لسير السيارات والتي بدأ دخولها إلى مصر منذ عام 1907؛ فقد كانت معظمها طرق ترابية كثيرة التعاريج تتعطل في موسم سقوط الأمطار خاصةً في الشمال. وفي عام 1912 بدأت الحكومة في إصلاح الطرق وتمهيدها للسيارات ورصفها، فقد رُصف أول طريق في مصر عام 1913 وهو طريق بين كوبري الإسماعيلية على فم ترعة الإسماعيلية وبين كوبري أبو النجا بالقرب من قليوب. وأصبحت الطرق المرصوفة في البلاد لم تتعد 400 كم؛ غير أن قيام الحرب العالمية الثانية وزيادة المنقولات أعطى فرصة كبيرة للنقل البري لكي يتقدم في البلاد. وبعد إعلان الجمهورية في مصر عام 1953؛ بدء الاهتمام بقطاع الطرق ورصفها على الطرق الحديثة وقتها، فقد زادت أطوال الطرق المرصوفة من 3,887 كم سنة 1952 إلى 6,500 كم سنة 1960، وبالتدريج زادت أطوال الطرق لتصل إلى 46.9 ألف كم عام 2006. وبلغت عدد المركبات 6,860,994 مركبة عام 2013.

### قطارات السكك الحديدية
الهيئة القومية لسكك حديد مصر

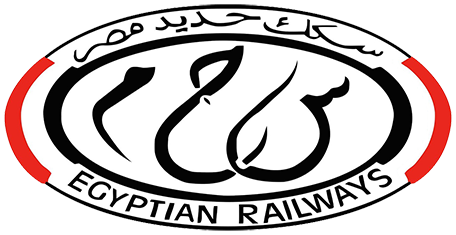
شعار سكك حديد مصر

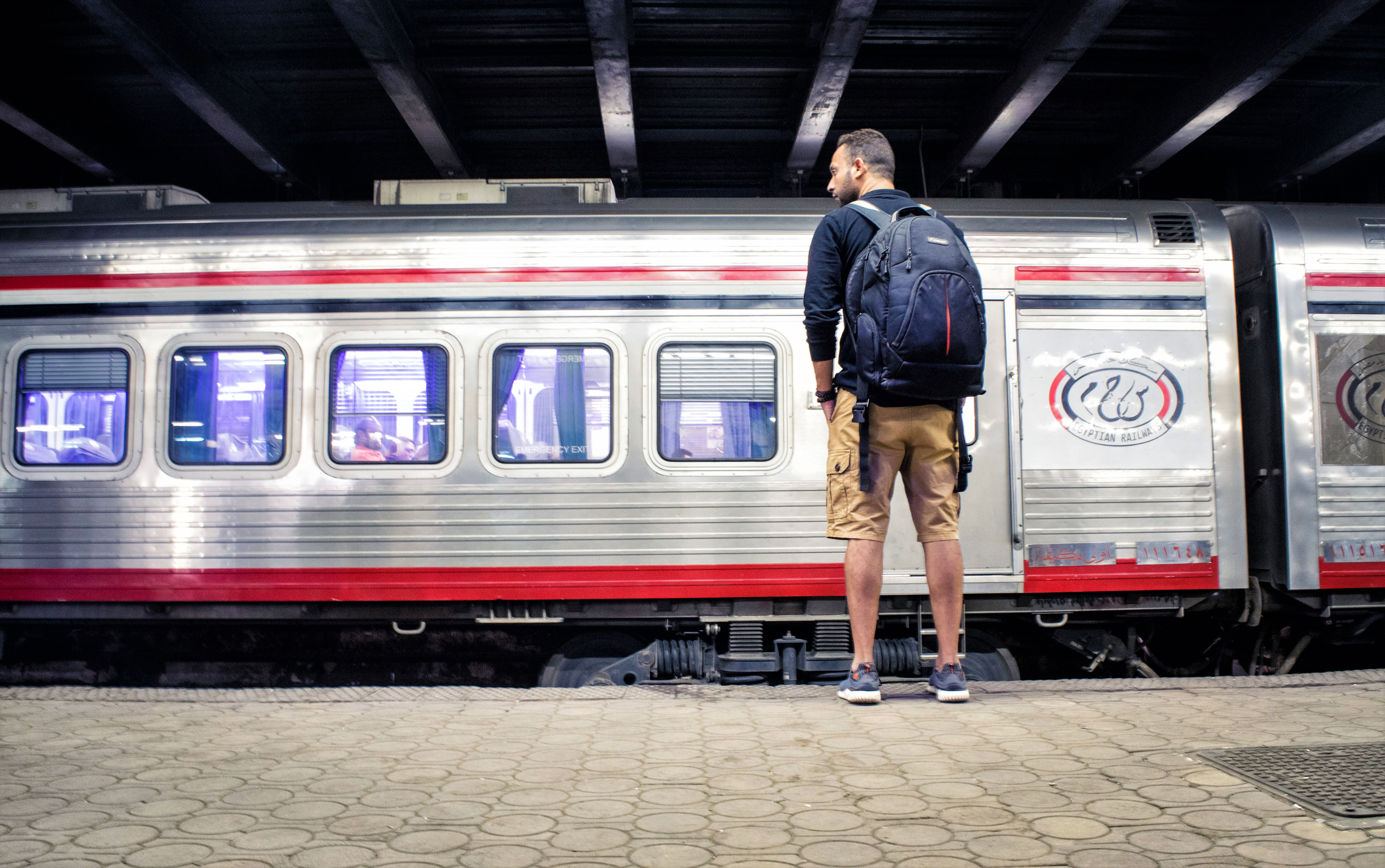

- النوع: قطارات سكك حديد (القطارات التقليدية)
- الطاقة المشغلة: ديزل
- أطوال الخطوط: 9570 كيلومتر[13]

أنواعه:
- قطار التالجو: 140 كم/س في الظروف الملائمة
- مجموعة القطارات على الخطوط الرئيسية (خطوط الطوالي): 120 كم/س في الظروف الملائمة
- مجموعة القطارات على خطوط الضواحي: 100 كم/س في الظروف الملائمة (السرعة المتوسطة لقطارات الضواحي = 67.9 كم/س)

420 مليون راكب سنوياً في 23 محافظة.

### القطار الكهربائي السريع
يديره ويشغله الهيئة القومية للأنفاق وهو تحت الإنشاء
إتحاد شركتي السكك الحديدية الألمانية دويتشه بان والسويدي اليكتريك
- النوع: قطار فائق السرعة
- الطاقة المشغلة: كهربائية
- قطار سريع: 250 كم/ساعة
- قطار إقليمي: 160 كم/ساعة
- قطار بضائع: 120 كم/ساعة

### القطار الكهربائي الخفيف

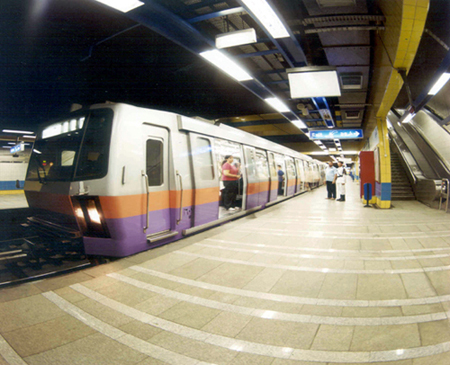

شعار مترو القاهرة

القطار الكهربائي الخفيف (مصر)
شركة أر.إيه.تي.بي. ديف كايرو للنقل
- النوع: قطار خفيف
- الطاقة المشغلة: كهربائية

|120 كم/ساعة

### مترو الأنفاق

#### مترو القاهرة
- التشغيل:
  - الخط الأول والثاني: الشركة المصرية لإدارة وتشغيل المترو
  - الخط الثالث: شركة أر.إيه.تي.بي. ديف كايرو للنقل
- النوع: مترو
- الطاقة المشغلة: كهربائية
- عدد الخطوط: 3 عاملة
- أطوال الخطوط:
- موضع السكة: سطحي ونفقي|80 كم/ساعة

#### مترو الإسكندرية
- النوع: مترو

تحت الإنشاء

### المونوريل
المونوريل النوع: قطار أحادي الخط
- عدد الخطوط: 2
- أطوال الخطوط:
- موضع السكة: سطحي محمول على أعمدة خرسانية

|80 كم/ساعة

### آخري
|ترام الإسكندرية

شعار الهيئة العامة لنقل الركاب بمحافظة الإسكندرية

الهيئة العامة لنقل الركاب بمحافظة الإسكندرية
- النوع ترام
- الطاقة المشغلة: كهربائية

## النقل المائي
اهتم المصريون القدماء بالنقل المائي أكثر من اهتمامهم بالنقل البري نظراً للظروف البيئية الطبيعية، خاصةً أن المدن والقرى المصرية كانت تقع معظمها على ضفاف النيل وفروعه، وذلك ساهم في نقل السكان إلى حيث يريدون وتنشيط التجارة الداخلية والخارجية كذلك، فقد فكر المصريون في شق قناة تربط النيل بالبحر الأحمر، وبدء هذا المشروع سنوسرت الثالث وحُفر في عهده قناة تصل النيل برأس خليج السويس، أطلق عليها المؤرخون قناة سيزوستريس. وقد دلت الآثار على أن أول رحلة بحرية سجلها التاريخ كانت رحلة مصرية إلى الصومال في عهد الملكة حتشبسوت عام 1491 ق.م. وقد ظل الاهتمام بالنقل المائي سائداً حتى عهد الفرس وعهد البطالمة الأوائل، وفي عهد الرومان كانت عنايتهم بالنقل المائي كبيرة وأعادوا حفر القناة وأسموها قناة تراجان، وأقاموا عدة مراسي على النيل لتنظيم أعمال النقل وأداء المكوس مثل في هرموبوليس وسيين وهرمونس وقفط وشديا. ومع مرور الزمن اضمحلت قناة تراجان وقناة شديا حتى الفتح الإسلامي لمصر، وأعاد عمرو بن العاص فتح قناة تراجان وأطلق عليها خليج أمير المؤمنين، وصارت تجارة قائمة من مصر تخرج من القلزم حتى جدة ومن ثم إلى مكة والمدينة المنورة،
ومع تولي محمد علي باشا حكم مصر عام 1805، شرع في حفر الترعة المحمودية وطهر وشق بعض الترع الملاحية شمالاً وجنوباً، وشرع في حفر رياحات الدلتا الثلاث التوفيقي والمنوفي والبحيري وإن لم تتم في عهده. وقد بلغ اهتمامه بالنقل المائي أنه أنشأ مدرسة لتعليم صناعة السفن وما يرتبط بها من صناعات. وقامت في عهده كذلك أول شركات لنقل الركاب والنقل التجاري. وفي عهد إسماعيل افتتحت قناة السويس عام 1869 والتي أثرت بالسلب على حركة النقل المائي الداخلي خاصةً في الشمال رغم أنها كانت السبب في تنمية حركة المسافرين بين أوروبا والهند وجنوب شرق آسيا. ومع التوسع إنشاء السكك الحديدية زاد حال النقل المائي المصري سوءاً مع زيادة التنافس بينهما، ومع بداية الحرب العالمية الأولى بدأت حالة النقل المائي في التحسن المطرد لزيادة حجم البضاعة المنقولة داخل البلاد، غير أن الأزمة الاقتصادية التي مرت بالبلاد بين عاميّ 1930 و1934 انعكس أثره على الملاحة فأهملت بشكل كبير. ومع قيام الحرب العالمية الثانية زادت حركة النقل المائي لزيادة كمية وحجم المنقولات نتيجة لظروف الحرب ثم عاد الإهمال مجدداً حتى إعلان الجمهورية، فقد تشكلت لجنة دائمة للملاحة النهرية عام 1953 للإشراف على شئون الملاحة ووضع التشريعات الخاصة بها، خاصةً أن مجرى النيل وفروعه بين أسوان ورأس الدلتا صاتلح للملاحة طول العام ويمتاز باعتدال جريانه وخلوه تقريباً من العقبات الملاحية. وبحسب إحصاء عام 2012 فإن طول شبكة النقل النهري يبلغ أكثر من 35,000 كم. وبالنسبة للنقل البحري فإن مصر تحتوي على 15 ميناء بحري تجاري رئيسي بجانب 44 ميناء تخصصي. ومن أهم الموانئ البحرية ميناء الإسكندرية البحري وميناء دمياط وميناء السويس وميناء غرب بورسعيد.
وبالنسبة لقناة السويس فقد اُممت بقرار من الرئيس الأسبق جمال عبد الناصر في 26 يوليو 1956 ،ويبلغ طولها 190.250 كم من بورسعيد شمالاً حتى السويس جنوباً. تستخدم قناة السويس في نقل 7% من تجارة العالم المنقولة بحراً و3% ينقل من وإلى موانئ البحر الأحمر والخليج العربي، بينما 20% من وإلى موانئ الهند وجنوب شرق آسيا، و39% ينقل من وإلى منطقة الشرق الأقصى، وتوفر قناة السويس نحو 40 % من طول ونفقات الرحلة بين شرق آسيا وأوروبا. وبحسب إحصاءات عام 2012، فإن إجمالي عدد السفن التي مرت بالقناة 17,226 سفينة بحمولات صافية إجمالية بلغت 928,474 ألف طن. وبحسب عام 2011 فإن دخلها تجاوز 25 مليار جنيه. ومنذ 5 أغسطس 2014 بدأ مشروع تطوير محور قناة السويس لزيادة عُمق غاطس القناة وإنشاء تفريعات جديدة موازية لتسمح بالحركة المزدوجة للسفن دون إيقاف حركة الملاحة، بجانب إنشاء موانئ وتطوير الموانئ القديمة.

## النقل الجوي
تعتبر مصر من أوائل الدول التي استخدمت الطيران في النقل، فقد تأسست بها أول شركة طيران وطنية وهي مصر للطيران في 7 مايو 1932 وبذلك أصبحت مصر صاحبة أول خط جوي في المنطقة العربية والشرق الأوسط وسابع شركة طيران ناقلة على مستوى العالم. وعند نشأة الشركة كانت ملحق بها مدرستان لتعليم الطيران في القاهرة والإسكندرية لتدريب طيارين مصريين، وكان قد تم البدء في إنشاء مطار مصري وطني بديلاً عن المطارات الخاضعة للإشراف البريطاني، وكان البدء مطار ألماظة عام 1930 وافتتح عام 1932 بمناسبة وصول أول سرب من سلاح الطيران المصري من بريطانيا بطائراتهم إلى مصر.
بحسب إحصاءات عام 2012، فإن مصر تمتلك 30 مطاراً مدنياً. كما زادت حركة الطائرات بميناء القاهرة الجوي إلى 108 آلاف طائرة وبالمطارات الأخرى إلى 76 ألف طائرة مثل مطار برج العرب الدولي ومطار شرم الشيخ الدولي ومطار الأقصر الدولي، هذا إلى جانب زيادة حركة نقل الركاب بميناء القاهرة الجوي لتصل إلى 11.2 مليون راكب وبالمطارات الأخرى إلى 10.5 ملايين راكب، إضافة إلى زيادة حركة نقل البضائع بالنقل الجوي لتصل إلى نحو 311.4 مليون طن/كم.
من أشهر شركات الطيران المصرية شركة مصر للطيران، وهي شركة قابضة مملوكة بالكامل للحكومة المصرية، وتقدم خدماتها إلى أكثر من 80 وجهة حول العالم، كما أنها عضوة في تحالف ستار، وتملك 9 شركات منها مصر للطيران للخطوط الداخلية والإقليمية  ومصر للطيران للشحن. كذلك تتواجد شركات أخرى على الساحة مثل سيناء للطيران وإير كايرو والمصرية العالمية للطيران والإسكندرية للطيران ولوتس للطيران والقاهرة للنقل الجوي والكان للطيران وتراي ستار إير بجانب عمل شركات طيران الخاص والبالون ونوادي ومعاهد الطيران.